# Will Alsop
William Allen Alsop (Northampton, Inglaterra; 12 de diciembre de 1947- Londres, Inglaterra; 12 de mayo de 2018) fue un arquitecto británico residente en Londres.

## Biografía
Desde bien joven mostró interés por la arquitectura y, tras una formación particular en dibujo, entró en la Architectural Association School de Londres. A los 23 años de edad participó en el concurso para el diseño del Centro Georges Pompidou de París, en el que quedó segundo por detrás de los ganadores Richard Rogers y Renzo Piano. Tras finalizar sus estudios, trabajó brevemente para Maxwell Fry y Jane Drew, y posteriormente se unió a Cedric Price durante cuatro años.
En 1981 fundó junto con John Lyall el estudio Alsop & Lyall, al que tiempo después se unió Ene Störmer. En 1991, el estudio fue refundado tras la salida de John Lyall, pasando a llamarse Alsop & Störmer. En el año 2000, volvieron a disgregarse, en esta ocasión para establecer cada uno de ellos estudios por cuenta ajena, fundando Alsop el suyo propio Alsop Architects, el cual, desde 2006, pasó a ser conocido como SMC Alsop debido a que el arquitecto vendió el estudio a un grupo empresarial llamado SMC. En 2009, se desvinculó de dicha agrupación para unirse a la compañía RMJM, y en 2011, de nuevo volvió a establecer un nuevo estudio con Scott Lawrie llamado ALL-Design. Actualmente cuentan con sedes en Londres, Edimburgo, Chongqing, Bombay y Viena.
Además de abordar la construcción de edificios de forma aislada, también se ha caracterizado por el desarrollo de planes de regeneración urbana, como los propuestos para Róterdam, Groningen, Berlín o Mánchester.
Como docente, ha impartido clases de escultura en el Central Saint Martins College of Art and Design de Londres; en la Universidad Tecnológica de Viena, en la Universidad de Londres, en la de Hannover. Asimismo, se han realizado exposiciones de sus pinturas y dibujos en museos y exposiciones como el pabellón británico de la Bienal de Venecia.
Alsop ha recibido reconocimientos tales como Oficial de la Orden del Imperio Británico, miembro de la Real Academia en el año 2000, o doctor honoris causa en Derecho Civil por la Universidad de East Anglia.

## Proyectos

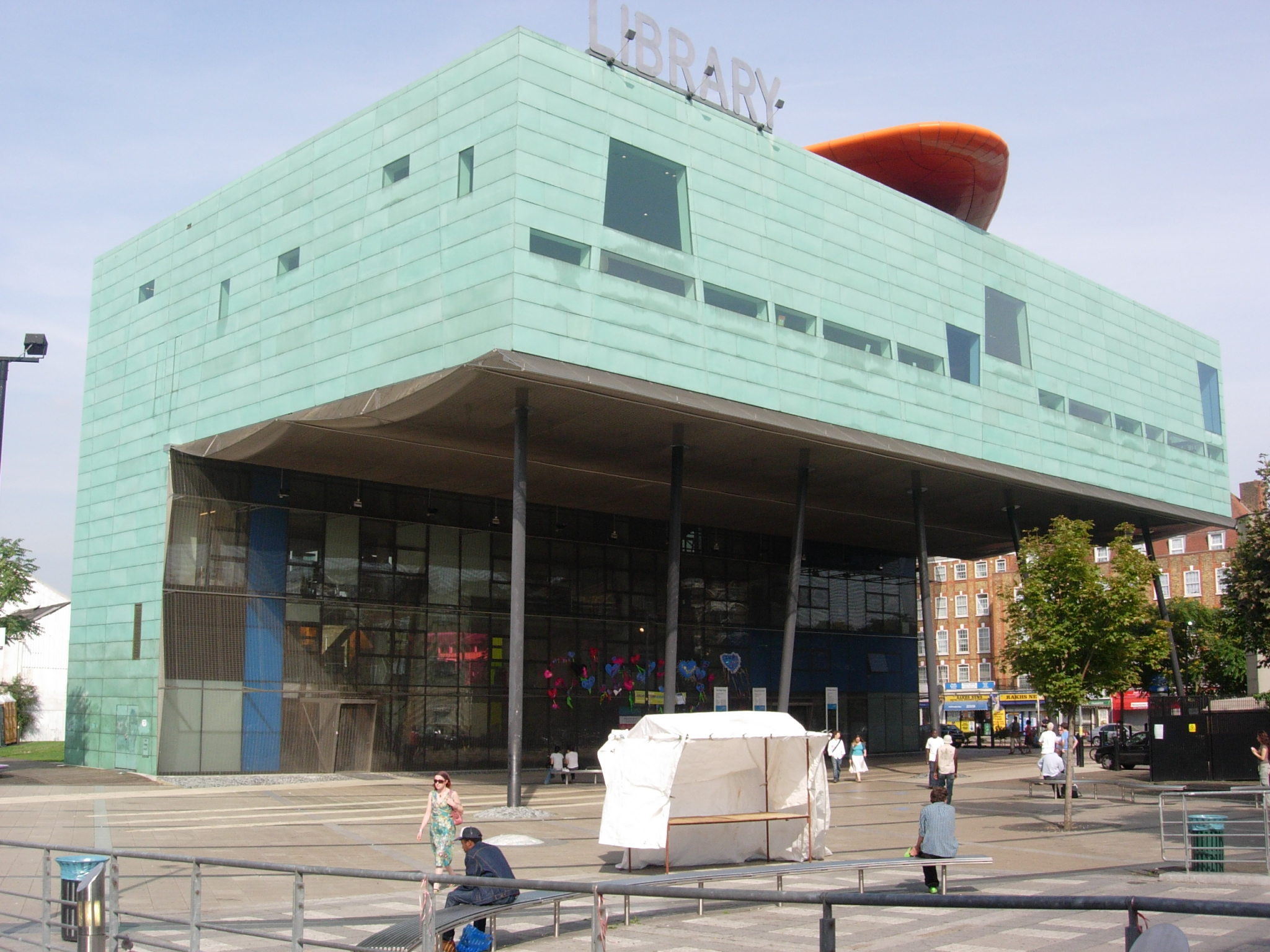
La biblioteca Peckham, ganadora del Premio Stirling de Arquitectura

- Centro de Visitantes de la Bahía de Cardiff, 1991
- Terminal para ferris de Hamburgo, 1993
- Hotel Le Grand Bleu, Marsella, 1994
- Estación de metro de North Greenwich, Londres, 1999
- Biblioteca Peckham, Londres, 2000, Premio Stirling de Arquitectura en el año 2000.
- Sharp Centro de Diseño, Ontario School of Art & Design, Toronto, 2004
- Edificio Ben Pimlott de la Universidad de Londres, 2005
- Estructura Clarke Quay, Singapur, 2006
- Estación de tren Stratford Docklands, Londres, 2007
- New Islington, Mánchester, 2010
- Westside lofts, Toronto, 2012